# Afidno
Nella mitologia greca Afidno era uno degli amici più fidati di Teseo.

## Nella mitologia
Dopo il rapimento di Elena ad opera del gruppo di Teseo, questi la vinse ad un gioco di fortuna, e per evitare di far infuriare i Dioscuri, che di lei erano i fratelli, cercò di nasconderla ad occhi indiscreti. Usò per questo il suo amico Afidno, che doveva custodirla con la massima cura portandola nel villaggio di Afidna.
In seguito i Dioscuri riuscirono a conquistare Afidna, diventando cittadini onorari, e Afidno divenne loro padre adottivo.